# Клермон-Тоннер, Жюль-Гаспар-Энар де
Герцог Жюль-Гаспар-Энар де Клермон-Тоннер (фр. Jules-Gaspard-Aynard de Clermont-Tonnerre; 9 августа 1769, Париж — 14 апреля 1837, Турин) — французский государственный и военный деятель.

## Биография
Сын маркиза Шарля-Гаспара де Клермон-Тоннера, графа д'Эпинака, и Луизы-Аделаиды-Виктуар де Дюрфор-Сиврак
В детстве был принят в Мальтийский орден. Поступил на службу в королевскую гвардию в роту Вильруа в чине лейтенанта кавалерии (1784). Капитан (1788).
В 1791 году эмигрировал, в кампанию 1792 служил в армии принцев, в гвардейской роте Грамона, в 1795—1796 годах был волонтером в корпусе Конде.
После казни отца и деда в 1794 году унаследовал герцогский титул. Вернулся во Францию в 1801 году.
В 1806 году стал адъютантом генерала Кларка, кампании 1806—1807 годов проделал в рядах Великой армии в Пруссии и Польше, был офицером генерального штаба корпуса, действовавшего в Шведской Померании.
Полковник действительного легиона национальной гвардии, командовал им на границах Франции, а также охранял порт и укрепления Шербура (1808—1809). Старший полковник 4-го почетного гвардейского полка, участвовал с ним в кампаниях 1813—1814 годов.
При Первой реставрации назначен пэром Франции (4.06.1814), произведен в лагерные маршалы (23.08), стал кавалером ордена Святого Людовика (29.10). Генерал-майор-адъютант национальной гвардии Парижа (1815).
В период Ста дней был королевским комиссаром при австрийском армейском корпусе, под командованием генерала барона Фримона. Командор баварского военного ордена Максимилиана Иосифа.
На процессе маршала Нея голосовал за смерть. Генерал-майор национальной гвардии Парижа (1822). По случаю коронации Карла X 23 мая 1825 был произведен в командоры ордена Святого Людовика. 3 июня 1827 был пожалован в рыцари орденов короля. До 1830 года был тесно связан с королевским правительством, но остался в Палате пэров и после Июльской революции. 7 июля 1835 вышел в отставку в чине лагерного маршала.

## Семья
1-я жена 1) (10.1804): Мари-Шарлотта-Модеста де Брюк (1784—8.1810), дочь маркиза Мари-Франсуа де Брюк-Монплезир и де Ла-Гёрш, пехотного полковника, лейтенанта французских драгун, и Моник-Софи-Луизы Леконт де Нонан де Раре де Пьеркур
2-я жена (3.05.1815, Турин): Жанна-Виктуар де Селлон (7.02.1777—18.02.1849), баронесса де Ла-Тюрби и Империи, придворная дама княгини Боргезе, дочь Жана де Селлона, сеньора д'Алламан, графа Священной Римской империи, и Анны-Мари-Виктуар Монц, вдова маркиза де Ла-Тюрби (Бранкарди-Роэро), дворянина Палаты короля Сардинии и посла в России
Оба брака были бездетными и титул герцога унаследовал его дядя Гаспар-Полен де Клермон-Тоннер.